# Championship League Darts
Championship League byl turnaj v šipkách pořádaný organizací PDC. Turnaj se podobal Premier League, umožňoval ale účast také dalším hráčům mimo nejlepší osmičku dle žebříčku PDC Order of Merit. Jednalo se také o vůbec první turnaj v šipkách, který byl vysílán pouze na internetu.
Turnaj se konal během září a října a účastnilo se ho 29 hráčů. Hrálo se v golfovém klubu Crondon Park v Essexu a vítěz si kromě 10 000 liber zajistil také účast na Grand Slamu. Phil Taylor se zúčastnil všech šesti finálových zápasů a jen dvakrát odešel poražen.
Turnaj se hrál naposledy v roce 2013.

## Seznam finálových zápasů
| Rok  | Vítěz         | Skóre | Finalista          | Finanční odměna | Finanční odměna | Finanční odměna | Místo konání           |
| Rok  | Vítěz         | Skóre | Finalista          | Celkem          | Vítěz           | Finalista       | Místo konání           |
| ---- | ------------- | ----- | ------------------ | --------------- | --------------- | --------------- | ---------------------- |
| 2008 | Phil Taylor   | 7–5   | Mervyn King        | £189 000        | £10 000         | £5 000          | Crondon Park GC, Essex |
| 2009 | Colin Osborne | 6–4   | Phil Taylor        | £189 000        | £10 000         | £5 000          | Crondon Park GC, Essex |
| 2010 | James Wade    | 6–5   | Phil Taylor        | £189 000        | £10 000         | £5 000          | Crondon Park GC, Essex |
| 2011 | Phil Taylor   | 6–1   | Paul Nicholson     | £189 000        | £10 000         | £5 000          | Crondon Park GC, Essex |
| 2012 | Phil Taylor   | 6–4   | Simon Whitlock     | £176 750        | £10 000         | £5 000          | Crondon Park GC, Essex |
| 2013 | Phil Taylor   | 6–3   | Michael van Gerwen | £200 000        | £10 000         | £5 000          | Crondon Park GC, Essex |

## Počet účastí ve finále
| Hráč               | Vítězství | Finalista | Finále celkem |
| ------------------ | --------- | --------- | ------------- |
| Phil Taylor        | 4         | 2         | 6             |
| Colin Osborne      | 1         | 0         | 1             |
| James Wade         | 1         | 0         | 1             |
| Michael van Gerwen | 0         | 1         | 1             |
| Mervyn King        | 0         | 1         | 1             |
| Paul Nicholson     | 0         | 1         | 1             |
| Simon Whitlock     | 0         | 1         | 1             |